# Fastfoodrestaurant
En fastfoodrestaurant er en type restaurant, der serverer fastfood og har minimal bordbetjening. Fastfoodrestauranter er ofte en del af en restaurantkæde eller en franchisebaseret virksomhed.

## Ordets oprindelse
I Danmark har ordet fastfood været kendt siden 1977. På engelsk blev ordet ordet "fast food" optaget i ordbogen Merriam-Webster i 1951.

## Historie
I antikkens Italien i Pompeji den 24. august 79 fandtes der overdækkede åbne fastfood-boder kaldet thermopolium (en) (græsk for "varm bod"). En af fastfood-boderne er udsmykket med vægmalerier af en vandnymfe og hendes søhest - ænder og haner. I madbeholderne er der fundet rester af and, ged, gris, fisk og snegle - og vin og hestebønner.
Andre formodede fastfood/bar-relaterede navne er popina (en) (vinbar), taberna (en) og caupona (en).
En af de allerførste fastfoodrestauranter i nyere tid var den japanske restaurant Yoshinoya, som startede i Tokyo i 1899.
Den første amerikanske fastfoodrestaurant var White Castle i 1921.

## Fastfoodrestauranter
- Burger King
- McDonalds
- Pølsevogn
- Sunset Boulevard
- White Castle